# Gerhard Mackenroth
Gerhard Mackenroth (* 14. Oktober 1903 in Halle (Saale); † 17. März 1955 in Fallingbostel) war ein deutscher Soziologe, Bevölkerungswissenschaftler und Statistiker.

## Leben
Gerhard Mackenroth studierte von 1922 bis 1926 Rechts- und Staatswissenschaften, Psychologie und Philosophie an der Universität Leipzig, der Friedrich-Wilhelms-Universität Berlin und der Universität Halle, wo er 1926 promoviert wurde.
Von 1927 bis 1928 war er beim Magistrat der Stadt Halle angestellt, von 1928 bis 1931 war er als Stipendiat der Rockefeller-Stiftung an den Universitäten Stockholm, London und Cambridge tätig. 1932 habilitierte er sich in Halle über Theoretische Grundlagen der Preisbildungsforschung und Preispolitik.
Nach der „Machtergreifung“ der Nationalsozialisten trat er zum 1. Mai 1933 der NSDAP bei (Mitgliedsnummer 2.761.665). Am 11. November 1933 gehörte er zu den Aufrufern für das Bekenntnis der Professoren an den deutschen Universitäten und Hochschulen zu Adolf Hitler und dem nationalsozialistischen Staat. Nach Tätigkeit als Privatdozent in Halle und Lehrstuhlvertreter in Marburg wurde Mackenroth, der seit 1934 auch der SA angehörte, im November 1934 außerordentlicher Professor für Theoretische Nationalökonomie, Wirtschaftspolitik und Statistik an der Universität Kiel. 1941 wurde er an die Reichsuniversität Straßburg berufen und lehrte dort bis zum Sommersemester 1943 als geschäftsführender Direktor des Staatswissenschaftlichen Instituts. In den letzten beiden Kriegsjahren war er als Leutnant der Reserve in die Wehrmacht einberufen.
Nach dem Krieg kehrte Mackenroth nach Kiel zurück und lehrte wieder an der dortigen Universität. 1948 wurde er nach Abschluss seines Entnazifizierungsverfahrens Professor für Soziologie und Sozialwissenschaft. Seit 1951 leitete er das von ihm gegründete Soziologische Seminar. Ab 1952 gehörte er dem Senat der Deutschen Forschungsgemeinschaft (DFG) an und wurde Vorsitzender der Senatskommission für vordringliche sozialpolitische Fragen. Seit 1954 war er zusätzlich für das Bundesministerium für Arbeit und Soziales tätig und gehörte zum Beirat für die Neuordnung der sozialen Leistungen sowie zum Arbeitsausschuss für Grundsatzfragen, starb aber bereits im Folgejahr.
Zu Mackenrothss Schülern gehörte Karl Martin Bolte.

## Familie
Gerhard Mackenroths Sohn ist der sächsische CDU-Landtagsabgeordnete und ehemalige Justizminister Geert Mackenroth.

## Wirken
In Mackenroths Soziologischem Seminar in Kiel entstanden viele seiner Beiträge zu aktuellen sozialpolitischen Fragen, darunter auch zur Sozialreform im Bundesgebiet, überwiegend gegründet auf seinen statistischen Forschungen. In dieser Forschung entstand die Mackenroth-These, die die Konstruktion von Rentensystemen beschreibt.

## Publikationen
- Ein Beitrag zum Problem des Protektionismus. Eine theoretische Untersuchung über die Wirkung von Zöllen auf Preise, Sozialprodukt und Volkseinkommen, Geldwert und Wechselkurse, Dissertation Universität Halle-Wittenberg 1926.
- Theoretische Grundlagen der Preisbildungsforschung und Preispolitik. Junker & Dünnhaupt, Berlin 1933.
- Die Wirtschaftsverflechtung des britischen Weltreiches, Junker und Dünnhaupt, Berlin 1935.
- Sinn und Ausdruck in der sozialen Formenwelt, Hain, Meisenheim 1952.
- Die Verflechtung der Sozialleistungen. Ergebnisse einer Stichprobe, Duncker & Humblot, Berlin 1954.
- Methodenlehre der Statistik (Grundriß der Sozialwissenschaft; 24), 3. Auflage,  Vandenhoeck & Ruprecht, Göttingen 1963.
- Bevölkerungslehre. Theorie, Soziologie und Statistik der Bevölkerung. Springer, Berlin 1953.